# Cytheruridae
Cytheruridae é uma família de ostracodes pertencentes à ordem Podocopida.

## Géneros
Géneros (lista incompleta):
- Absonocytheropteron Puri, 1957
- Acrocythere Neale, 1960
- Afghanistinia Hu & Tao, 2008